# 云治厚
云治厚（1960年12月—），男，蒙古族，内蒙古土默特左旗人，中华人民共和国政治人物，曾任中国农工民主党中央委员会常务委员，内蒙古自治区巴彦淖尔市副市长，第十一届全国人民代表大会内蒙古地区代表。

## 生平
云治厚毕业于内蒙古医学院医学系普通外科专业。2008年起担任全国人大代表。2018年1月，当选第十三届全国政协委员。